# Ya'qub ibn Dawud
Abu Abdallah Ya'qub ibn Dawud, fallecido en 802, fue un confidente cercano del Califa abbasí al-Mahdi (775-785) y visir del Califato por un período de tres años (779/80 - 782/3).

## Biografía
Ya'qub nació en una familia conocida por sus simpatías alides, y participó en la fallida revuelta Alid de 762-763. Posteriormente fue encarcelado hasta que fue liberado por al-Mahdi, que se esforzó por superar las disputas entre Abásidas y Alides, poco después de su ascenso. Rápidamente se convirtió en uno de los asesores más cercanos del califa colocando sus contactos con los Alides al servicio de la política conciliatoria de al-Mahdi, si bien se sabe que primero ganó el favor del califa al traicionar a otro simpatizante Alid que planeó escapar.
Fue elevado a la visirato en 779-80 y jugó un papel cada vez más importante en la administración califal hasta su abrupta caída del poder en 782/3. En palabras del académico islámico Hugh N. Kennedy, «nunca antes un miembro de la burocracia había establecido tal control sobre la formulación de políticas». De esta manera, Ya'qub se convirtió en el antecesor de una serie de poderosos funcionarios civiles que dominaron el gobierno de Bagdad, que adquirió fama con los Barmákidas y alcanzó la cúspide de su poder a principios del siglo X. Sin embargo, su creciente poder y sus políticas «pro-Alides» provocaron su caída, después de que sus enemigos llegaron al propio Califa. Supuestamente el Califa probó su lealtad entregándole a un partidario alid y ordenando su ejecución y cuando Ya'qub le instó a dejarlo escapar, fue expulsado de sus oficinas y encarcelado.
Fue liberado de prisión por el acceso al poder de Harún al-Rashid (786-809), y viajó a La Meca, donde pasó sus últimos años hasta su muerte, probablemente en 802.